# Corona de mirto en Vergina
La Corona de mirto en Vergina (en griego: Χρυσό στεφάνι της Βεργίνας, en latín: corona Verginae) hecha de oro con forma de hojas y flores de mirto, es uno de los hallazgos más valiosos de la antecámara de las tumbas reales de los antiguos macedonios en Vergina, Grecia. Datada en el siglo IV a. C., diferentes estudiosos han atribuido la posesión de esta corona a Meda de Odesa, la princesa tracia y sexta esposa de Filipo II de Macedonia; a otra hipotética esposa de Filipo II, de origen escita; a Adea Eurídice, esposa de Filipo III Arrideo o a la madre de esta última, Cinane. El hallazgo fue realizado por el arqueólogo griego Manolis Andronikos, quien excavó en 1977 el Gran Túmulo de Vergina.

## Significado y simbolismo

### Mirto y atuendo
Una planta sagrada para la diosa Afrodita, el mirto era un símbolo del amor. Los griegos llevaban coronas para eventos especiales y las recibían como premios y honores deportivos. Las coronas estaban hechas de lámina de oro, fueron creadas para ser enterradas con los muertos, pero eran demasiado frágiles para usarlas en el atuendo diario. Las hojas y flores de mirto de la corona de mirto se cortaron de finas láminas de oro, se estamparon y grabaron detalles y luego se conectaron a los tallos.

## La corona de mirto
Después de la restauración, hay 80 hojas y 112 flores. La corona principal, de la que brotaron las pequeñas ramitas, consiste en una varilla cilíndrica estrecha, cuyos dos extremos se aplanan al girarlos entre sí. El diámetro interno del tubo principal es de 0,18 a 0,16 m. mientras que el exterior mide 0,26-0,23 m. La corona de mirto dorada estuvo expuesta en el Museo Arqueológico de Salónica hasta 1997, cuando se trasladó al Museo de Vergina.